# São Martinho do Porto
São Martinho do Porto es una freguesia portuguesa del concelho de Alcobaça, con 15,01 km² de área y 2 644 habitantes (2001). Densidad de población: 176,1 hab/km².